# Microphor bilineatus
Microphor bilineatus är en tvåvingeart som först beskrevs av Axel Leonard Melander 1902.  Microphor bilineatus ingår i släktet Microphor och familjen styltflugor. Inga underarter finns listade i Catalogue of Life.